# 1914년 아일랜드 정부법
1914년 아일랜드 정부법(Government of Ireland Act 1914), 세 번째 자치법(Third Home Rule Act) 혹은 아일랜드 자치법 (1914년)((Irish) Home Rule Act 1914)으로 보통 알려져있는 이 법은 1914년 5월에 1914년 아일랜드법안이라는 공식적인 이름 하에 영국 의회가 승인한 의회법이다.
1914년 9월에 왕실 승인을 받았으나 제1차 세계대전이 발발함에 따라 전쟁 종료 때까지 효력이 중지되었다. 1918년 아일랜드 총선에서 신페인당이 예상치 않게 큰 승리를 거두자 일시적으로 법의 효력이 중지되었다. 결국 1920년 아일랜드 정부법이 새롭게 상정되었는데 이 법으로 인해 아일랜드섬은 북아일랜드와 남아일랜드로 분리되었다.

## 같이 보기
- 북아일랜드 의회 (1921년)
- 아일랜드의 연합주의